# Vero Beach South
Vero Beach South é uma Região censo-designada localizada no estado americano de Flórida, no Condado de Indian River.

## Demografia
Segundo o censo americano de 2000, a sua população era de 20.362 habitantes.

## Geografia
De acordo com o United States Census Bureau tem uma área de
28,3 km², dos quais 26,8 km² cobertos por terra e 1,5 km² cobertos por água.

## Localidades na vizinhança
O diagrama seguinte representa as localidades num raio de 16 km ao redor de Vero Beach South.